# Vaccinium macrocarpon
Vaccinium macrocarpon là một loài thực vật có hoa trong họ Thạch nam. Loài này được Aiton miêu tả khoa học đầu tiên năm 1789.

## Hình ảnh

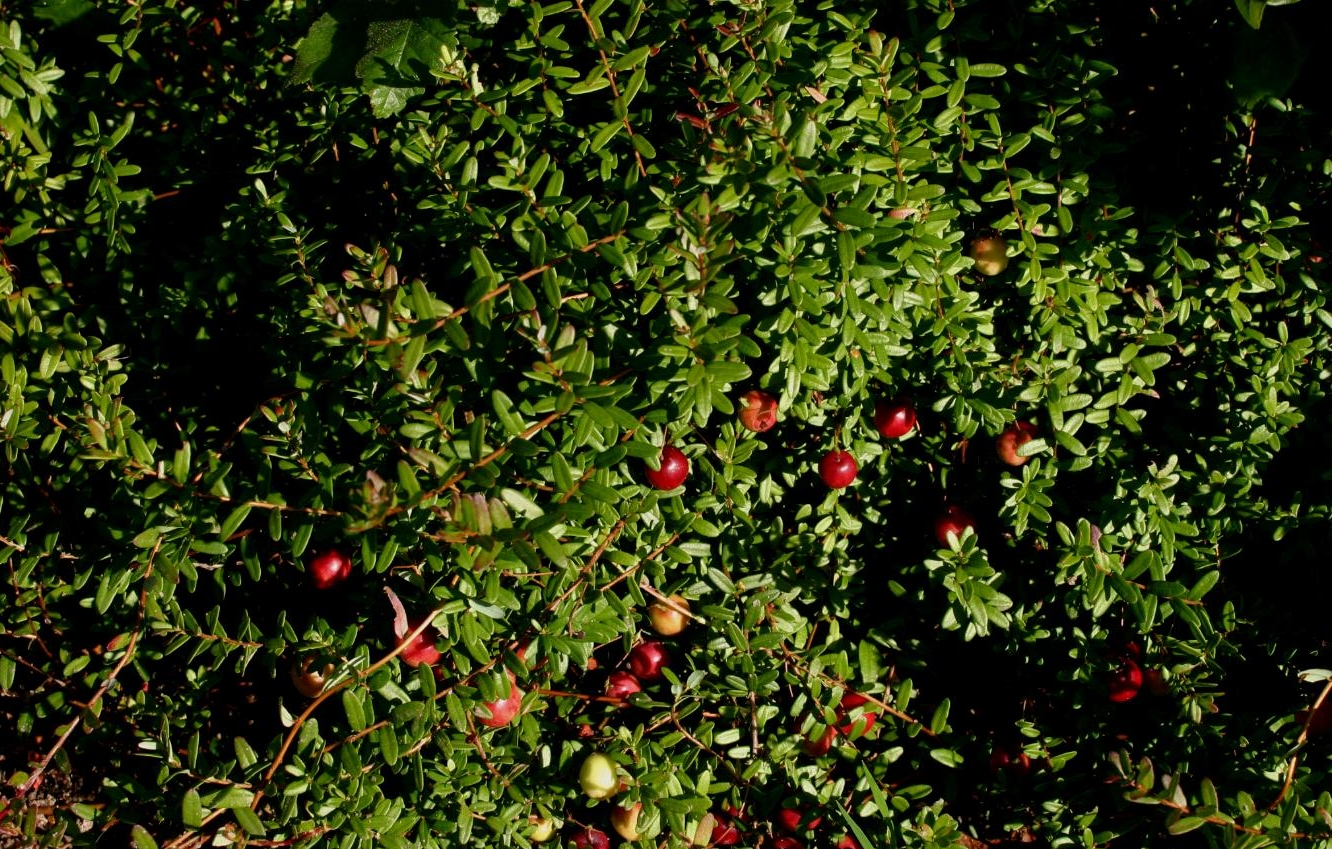
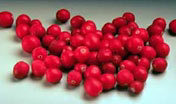
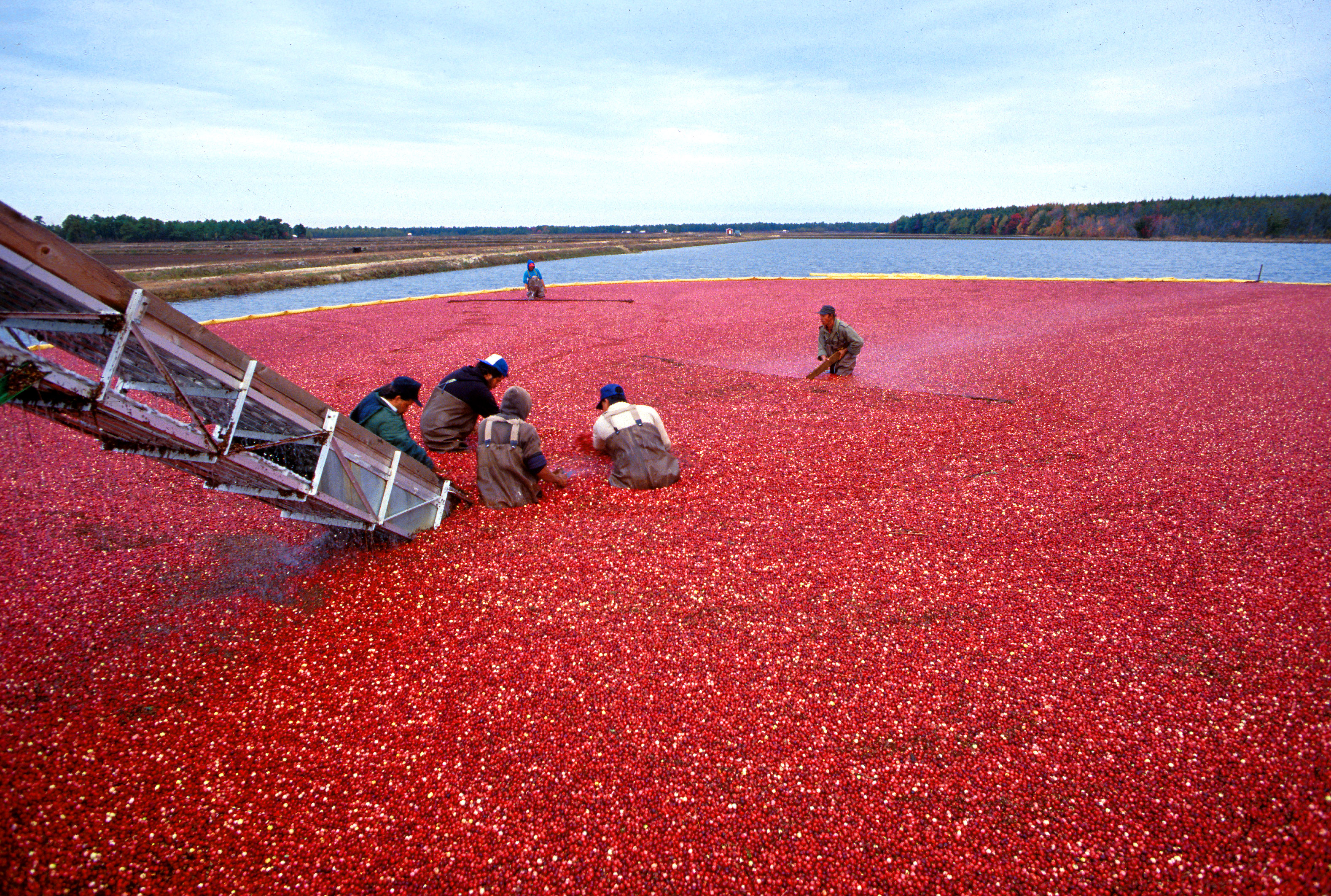
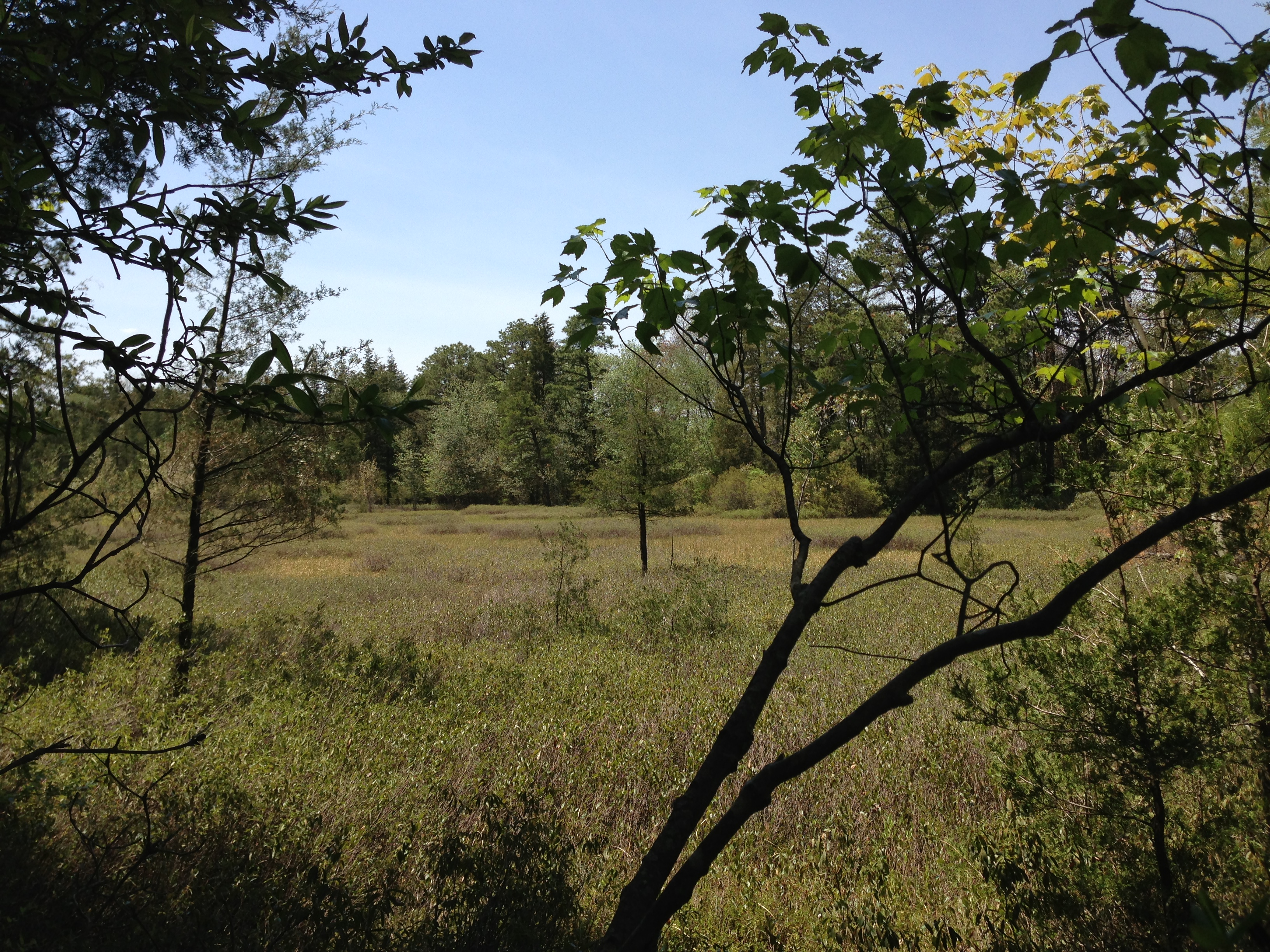